# Список прем'єр-міністрів Італії
Голова Ради міністрів Італії (італ. Presidente del Consiglio dei Ministri) — голова уряду, який керує виконавчою владою та формує законодавчу політику Італії. Прем'єр-міністр також здійснює політичне керівництво та відповідає за загальний політичний курс країни.
Прем'єр-міністр призначається президентом Італії, після чого пропонує президенту кандидатури міністрів. Не пізніше ніж через десять днів після формування уряд постає перед парламентом для отримання довіри. Новий прем'єр-міністр призначається після чергових парламентських виборів, а також у разі розпуску уряду після винесення недовіри парламентом або подачі у відставку попереднього голови уряду.
Посаду прем'єр-міністра за всю історію обіймали 60 осіб. З жовтня 2022 посаду прем'єр-міністра обіймає, перша жінка на цій посаді — Джорджа Мелоні.
У списку в хронологічному порядку наведені прем'єр-міністри Італії з моменту заснування цієї посади.

## Прем'єр-міністри Італії (1861— нині)

### Прем'єр-міністриКоролівства Італія(1861—1946)
Королівство Італія створили 1861 року під час Рісорджименто, об'єднавши незалежні італійські держави в єдину країну під владою Сардинського королівства. Панівною династією Італії стала Савойська династія, яка до цього керувала Сардинським королівством.

Герб королівства Італія (1870)

| #                                                  | Прізвище, ім'я (Роки життя)                | Зображення        | Початок строку   | Кінець строку     | Партія                           | Коаліція | Посилання     |
| -------------------------------------------------- | ------------------------------------------ | ----------------- | ---------------- | ----------------- | -------------------------------- | -------- | ------------- |
| Парламент VIII скликання                           |                                            |                   |                  |                   |                                  |          |               |
| 1                                                  | Камілло Бенсо ді Кавур (1810—1861)         |                   | 23 березня 1861  | 6 червня 1861     | «Права»                          |          | [ 4 ]         |
| 2                                                  | Беттіно Рікасолі (1809—1880)               |                   | 6 червня 1861    | 3 березня 1862    | «Права»                          |          | [ 5 ]         |
| 3                                                  | Урбано Раттацці (1808—1873)                |                   | 3 березня 1862   | 8 грудня 1862     | «Ліва»                           |          | [ 6 ] [ 7 ]   |
| 4                                                  | Луїджі Карло Фаріні (1812—1866)            |                   | 8 грудня 1862    | 24 березня 1863   | «Права»                          |          | [ 8 ]         |
| Парламент IX скликання                             |                                            |                   |                  |                   |                                  |          |               |
| 5                                                  | Марко Мінгетті (1818—1886)                 |                   | 24 березня 1863  | 28 вересня 1864   | «Права»                          |          | [ 9 ] [ 10 ]  |
| 6                                                  | Альфонсо Ферреро Ламармора (1804—1878)     |                   | 28 вересня 1864  | 31 грудня 1865    | «Права»                          |          | [ 11 ] [ 12 ] |
| 6                                                  | Альфонсо Ферреро Ламармора (1804—1878)     | 31 грудня 1865    | 20 червня 1866   |                   | «Права»                          |          | [ 11 ] [ 12 ] |
| 2                                                  | Беттіно Рікасолі (1809—1880)               |                   | 20 червня 1866   | 10 квітня 1867    | «Права»                          |          | [ 5 ]         |
| 3                                                  | Урбано Раттацці (1808—1873)                |                   | 10 квітня 1867   | 27 жовтня 1867    | «Ліва»                           |          | [ 6 ] [ 7 ]   |
| 7                                                  | Луїджі Федеріко Менабреа (1809—1896)       |                   | 27 жовтня 1867   | 5 січня 1868      | «Права»                          |          | [ 13 ]        |
| 7                                                  | Луїджі Федеріко Менабреа (1809—1896)       | 5 січня 1868      | 13 травня 1869   |                   | «Права»                          |          | [ 13 ]        |
| 7                                                  | Луїджі Федеріко Менабреа (1809—1896)       | 13 травня 1869    | 14 грудня 1869   |                   | «Права»                          |          | [ 13 ]        |
| Парламент X і XI скликань                          |                                            |                   |                  |                   |                                  |          |               |
| 8                                                  | Джованні Ланца (1810—1882)                 |                   | 14 грудня 1869   | 10 липня 1873     | «Права»                          |          | [ 14 ]        |
| Парламент XI і XII скликань                        |                                            |                   |                  |                   |                                  |          |               |
| 5                                                  | Марко Мінгетті (1818—1886)                 |                   | 10 липня 1873    | 25 березня 1876   | «Права»                          |          | [ 9 ] [ 10 ]  |
| Парламент XII і XIII скликань                      |                                            |                   |                  |                   |                                  |          |               |
| 9                                                  | Агостіно Депретіс (1813—1887)              |                   | 25 березня 1876  | 25 грудня 1877    | «Ліва»                           |          | [ 15 ] [ 16 ] |
| 9                                                  | Агостіно Депретіс (1813—1887)              | 26 грудня 1877    | 24 березня 1878  |                   | «Ліва»                           |          | [ 15 ] [ 16 ] |
| 10                                                 | Бенедетто Кайролі (1825—1889)              |                   | 24 березня 1878  | 19 грудня 1878    | «Ліва»                           |          | [ 17 ] [ 18 ] |
| 9                                                  | Агостіно Депретіс (1813—1887)              |                   | 19 грудня 1878   | 14 липня 1879     | «Ліва»                           |          | [ 15 ] [ 16 ] |
| 10                                                 | Бенедетто Кайролі (1825—1889)              |                   | 14 липня 1879    | 25 листопада 1879 | «Ліва»                           |          | [ 17 ] [ 18 ] |
| 10                                                 | Бенедетто Кайролі (1825—1889)              | 25 листопада 1879 | 29 травня 1881   |                   | «Ліва»                           |          | [ 17 ] [ 18 ] |
| Парламент XIV і XV скликань                        |                                            |                   |                  |                   |                                  |          |               |
| 9                                                  | Агостіно Депретіс (1813—1887)              |                   | 29 травня 1881   | 25 травня 1883    | «Ліва»                           |          | [ 15 ] [ 16 ] |
| 9                                                  | Агостіно Депретіс (1813—1887)              | 25 травня 1883    | 30 березня 1884  |                   | «Ліва»                           |          |               |
| 9                                                  | Агостіно Депретіс (1813—1887)              | 30 березня 1884   | 29 червня 1885   |                   | «Ліва»                           |          |               |
| 9                                                  | Агостіно Депретіс (1813—1887)              | 29 червня 1885    | 30 травня 1886   |                   | «Ліва»                           |          |               |
| 9                                                  | Агостіно Депретіс (1813—1887)              | 30 травня 1886    | 4 квітня 1887    |                   | «Ліва»                           |          |               |
| 9                                                  | Агостіно Депретіс (1813—1887)              | 4 квітня 1887     | 29 липня 1887    |                   | «Ліва»                           |          |               |
| Парламент XVI скликання                            |                                            |                   |                  |                   |                                  |          |               |
| 11                                                 | Франческо Кріспі (1819—1901)               |                   | 29 липня 1887    | 9 березня 1889    | «Ліва»                           |          | [ 19 ] [ 20 ] |
| 11                                                 | Франческо Кріспі (1819—1901)               | 9 березня 1889    | 6 лютого 1891    |                   | «Ліва»                           |          |               |
| Парламент XVII скликання                           |                                            |                   |                  |                   |                                  |          |               |
| 12                                                 | Антоніо Старабба (1839—1908)               |                   | 6 лютого 1891    | 15 травня 1892    | «Права»                          |          | [ 21 ]        |
| Парламент XVII і XVIII скликань                    |                                            |                   |                  |                   |                                  |          |               |
| 13                                                 | Джованні Джолітті (1842—1928)              |                   | 15 травня 1892   | 15 грудня 1893    | «Ліва»                           |          | [ 22 ] [ 23 ] |
| парламент XIX скликання                            |                                            |                   |                  |                   |                                  |          |               |
| 11                                                 | Франческо Кріспі (1819—1901)               |                   | 15 грудня 1893   | 10 березня 1896   | «Ліва»                           |          | [ 19 ] [ 20 ] |
| 12                                                 | Антоніо Старабба (1839—1908)               |                   | 10 березня 1896  | 11 липня 1896     | «Права»                          |          | [ 21 ]        |
| 12                                                 | Антоніо Старабба (1839—1908)               | 11 липня 1896     | 14 грудня 1897   |                   | «Права»                          |          | [ 21 ]        |
| 12                                                 | Антоніо Старабба (1839—1908)               | 14 грудня 1897    | 1 червня 1898    |                   | «Права»                          |          | [ 21 ]        |
| 12                                                 | Антоніо Старабба (1839—1908)               | 1 червня 1898     | 29 червня 1898   |                   | «Права»                          |          | [ 21 ]        |
| Парламент XX скликання                             |                                            |                   |                  |                   |                                  |          |               |
| 14                                                 | Луїджі Пеллу (1839—1924)                   |                   | 29 червня 1898   | 14 травня 1899    | «Права»                          |          | [ 24 ]        |
| 14                                                 | Луїджі Пеллу (1839—1924)                   | 14 травня 1899    | 24 червня 1900   |                   | «Права»                          |          | [ 24 ]        |
| Парламент XXI скликання                            |                                            |                   |                  |                   |                                  |          |               |
| 15                                                 | Джузеппе Саракко (1821—1907)               |                   | 24 червня 1900   | 15 лютого 1901    | «Ліва»                           |          | [ 25 ] [ 26 ] |
| 16                                                 | Джузеппе Дзанарделлі (1826—1903)           |                   | 15 лютого 1901   | 3 листопада 1903  | «Ліва»                           |          | [ 27 ] [ 28 ] |
| Парламент XXII скликання                           |                                            |                   |                  |                   |                                  |          |               |
| 13                                                 | Джованні Джолітті (1842—1928)              |                   | 3 листопада 1903 | 12 березня 1905   | «Ліва»                           |          | [ 22 ] [ 23 ] |
| 17                                                 | Томмазо Тіттоні (1855—1931)                |                   | 12 березня 1905  | 28 березня 1905   | «Права»                          |          | [ 29 ]        |
| 18                                                 | Алессандро Фортіс (1842—1909)              |                   | 28 березня 1905  | 24 грудня 1905    | «Ліва»                           |          | [ 30 ] [ 31 ] |
| 18                                                 | Алессандро Фортіс (1842—1909)              | 24 грудня 1905    | 8 лютого 1906    |                   | «Ліва»                           |          | [ 30 ] [ 31 ] |
| 19                                                 | Сідней Сонніно (1847—1922)                 |                   | 8 лютого 1906    | 29 травня 1906    | «Права»                          |          | [ 32 ] [ 33 ] |
| Парламент XXIII скликання                          |                                            |                   |                  |                   |                                  |          |               |
| 13                                                 | Джованні Джолітті (1842—1928)              |                   | 29 травня 1906   | 11 грудня 1909    | «Ліва»                           |          | [ 22 ] [ 23 ] |
| 19                                                 | Сідней Сонніно (1847—1922)                 |                   | 11 грудня 1909   | 31 березня 1910   | «Права»                          |          | [ 32 ] [ 33 ] |
| 20                                                 | Луїджі Луццатті (1841—1927)                |                   | 31 березня 1910  | 30 березня 1911   | «Права»                          |          | [ 34 ] [ 35 ] |
| Парламент XXIII і XXIV скликань                    |                                            |                   |                  |                   |                                  |          |               |
| 13                                                 | Джованні Джолітті (1842—1928)              |                   | 30 березня 1911  | 21 березня 1914   | «Ліва»                           |          | [ 22 ] [ 23 ] |
| 21                                                 | Антоніо Саландра (1853—1931)               |                   | 21 березня 1914  | 5 листопада 1914  | «Права»                          |          | [ 36 ] [ 37 ] |
| 21                                                 | Антоніо Саландра (1853—1931)               | 5 листопада 1914  | 18 червня 1916   |                   | «Права»                          |          | [ 36 ] [ 37 ] |
| 22                                                 | Паоло Боселлі (1838—1932)                  |                   | 18 червня 1916   | 29 жовтня 1917    | «Права»                          |          | [ 38 ]        |
| 23                                                 | Вітторіо Емануеле Орландо (1860—1952)      |                   | 23 жовтня 1917   | 23 червня 1919    | «Ліва»                           |          | [ 39 ] [ 40 ] |
| Парламент XXV скликання                            |                                            |                   |                  |                   |                                  |          |               |
| 24                                                 | Франческо Саверіо Нітті (1868—1953)        |                   | 23 червня 1919   | 21 травня 1920    | Радикальна партія                |          | [ 41 ] [ 42 ] |
| 24                                                 | Франческо Саверіо Нітті (1868—1953)        | 21 травня 1920    | 15 червня 1920   |                   | Радикальна партія                |          | [ 41 ] [ 42 ] |
| 13                                                 | Джованні Джолітті (1842—1928)              |                   | 15 червня 1920   | 4 липня 1921      | «Ліва»                           |          | [ 22 ] [ 23 ] |
| Парламент XXVI скликання                           |                                            |                   |                  |                   |                                  |          |               |
| 25                                                 | Іваное Бономі (1873—1951)                  |                   | 4 липня 1921     | 26 лютого 1922    | Соціалістична партія реформ      |          | [ 43 ] [ 44 ] |
| 26                                                 | Луїджі Факта (1861—1930)                   |                   | 26 лютого 1922   | 1 серпня 1922     | Італійська ліберальна партія     |          | [ 45 ]        |
| 26                                                 | Луїджі Факта (1861—1930)                   | 1 серпня 1922     | 31 жовтня 1922   |                   | Італійська ліберальна партія     |          | [ 45 ]        |
| Парламент XXVI, XXVII, XXVIII, XXIX і XXX скликань |                                            |                   |                  |                   |                                  |          |               |
| 27                                                 | Беніто Муссоліні (дуче з 1925) (1883—1945) |                   | 31 жовтня 1922   | 25 липня 1943     | Національна фашистська партія    |          | [ 46 ] [ 47 ] |
| 28                                                 | П'єтро Бадольо (1871—1956)                 |                   | 25 липня 1943    | 17 квітня 1944    | Позапартійний (Військові)        |          | [ 48 ] [ 49 ] |
| 28                                                 | П'єтро Бадольо (1871—1956)                 | 22 квітня 1944    | 8 червня 1944    |                   | Позапартійний (Військові)        |          | [ 48 ] [ 49 ] |
| Регентство (1944)                                  |                                            |                   |                  |                   |                                  |          |               |
| 25                                                 | Іваное Бономі (1873—1951)                  |                   | 18 червня 1944   | 10 грудня 1944    | Демократична партія праці        |          | [ 43 ] [ 44 ] |
| 25                                                 | Іваное Бономі (1873—1951)                  | 12 грудня 1944    | 19 Червень 1945  |                   | Демократична партія праці        |          |               |
| 29                                                 | Ферруччо Паррі (1890—1981)                 |                   | 21 червня 1945   | 8 грудня 1945     | Партія дії                       |          | [ 50 ] [ 51 ] |
| 30                                                 | Альчіде де Гаспері (1881—1954)             |                   | 10 грудня 1945   | 10 липня 1946     | Християнсько-демократична партія |          | [ 52 ]        |

### Прем'єр-міністри Італії (1946— нині)
Після референдуму 1946 Італія перейшла від монархічного ладу до республіканського.

Герб Італії

| #                                | Прізвище, ім'я (Роки життя)     | Зображення      | Початок строку    | Кінець строку                                                               | Партія                                          | Коаліція                                                            | Посилання            |
| -------------------------------- | ------------------------------- | --------------- | ----------------- | --------------------------------------------------------------------------- | ----------------------------------------------- | ------------------------------------------------------------------- | -------------------- |
| Конституційна асамблея (1946)    |                                 |                 |                   |                                                                             |                                                 |                                                                     |                      |
| 30                               | Альчіде де Гаспері (1881—1954)  |                 | 10 липня 1946     | 2 лютого 1947                                                               | Християнсько-демократична партія                | ХДП — ІСП — ІКП — ІРП                                               | [ 52 ]               |
| 30                               | Альчіде де Гаспері (1881—1954)  | 2 лютого 1947   | 31 травня 1947    | ХДП — ІСП — ІКП                                                             | Християнсько-демократична партія                |                                                                     | [ 52 ]               |
| 30                               | Альчіде де Гаспері (1881—1954)  | 31 травня 1947  | 23 травня 1948    | ХДП — ІДСП — ІЛП — ІРП                                                      | Християнсько-демократична партія                |                                                                     | [ 52 ]               |
| Парламент I скликання (1948)     |                                 |                 |                   |                                                                             |                                                 |                                                                     |                      |
| 30                               | Альчіде де Гаспері (1881—1954)  |                 | 23 травня 1948    | 27 січня 1950                                                               | Християнсько-демократична партія                | ХДП — ІДСП — ІЛП — ІРП                                              | [ 52 ]               |
| 30                               | Альчіде де Гаспері (1881—1954)  | 27 січня 1950   | 26 липня 1951     | ХДП — ІДСП — ІРП                                                            | Християнсько-демократична партія                |                                                                     | [ 52 ]               |
| 30                               | Альчіде де Гаспері (1881—1954)  | 26 липня 1951   | 16 липня 1953     | ХДП — ІРП                                                                   | Християнсько-демократична партія                |                                                                     | [ 52 ]               |
| парламент II скликання (1953)    |                                 |                 |                   |                                                                             |                                                 |                                                                     |                      |
| 30                               | Альчіде де Гаспері (1881—1954)  |                 | 16 липня 1953     | 17 серпня 1953                                                              | Християнсько-демократична партія                | ХДП                                                                 | [ 52 ]               |
| 31                               | Джузеппе Пелла (1902—1981)      |                 | 17 серпня 1953    | 12 січня 1954                                                               | Християнсько-демократична партія                | ХДП та незалежні                                                    | [ 53 ]               |
| 32                               | Амінторе Фанфані (1908—1999)    |                 | 18 січня 1954     | 8 лютого 1954                                                               | Християнсько-демократична партія                | ХДП                                                                 | [ 54 ] [ 55 ]        |
| 33                               | Маріо Шельба (1901—1991)        |                 | 10 лютого 1954    | 6 липня 1955                                                                | Християнсько-демократична партія                | ХДП — ІДСП — ІЛП                                                    | [ 56 ] [ 57 ]        |
| 34                               | Антоніо Сеньї (1891—1972)       |                 | 6 липня 1955      | 15 травня 1957                                                              | Християнсько-демократична партія                | ХДП — ІДСП — ІЛП                                                    | [ 58 ] [ 59 ]        |
| 35                               | Адоні Дзола (1887—1960)         |                 | 19 травня 1957    | 1 липня 1958                                                                | Християнсько-демократична партія                | ХДП                                                                 | [ 60 ]               |
| Парламент III скликання (1958)   |                                 |                 |                   |                                                                             |                                                 |                                                                     |                      |
| 32                               | Амінторе Фанфані (1908—1999)    |                 | 1 липня 1958      | 15 лютого 1959                                                              | Християнсько-демократична партія                | ХДП — ІДСП                                                          | [ 54 ] [ 55 ]        |
| 34                               | Антоніо Сеньї (1891—1972)       |                 | 15 лютого 1959    | 23 березня 1960                                                             | Християнсько-демократична партія                | ХДП                                                                 | [ 58 ] [ 59 ]        |
| 36                               | Фернандо Тамброні (1882—1963)   |                 | 25 березня 1960   | 26 липня 1960                                                               | Християнсько-демократична партія                | ХДП                                                                 | [ 61 ]               |
| 32                               | Амінторе Фанфані (1908—1999)    |                 | 26 липня 1960     | 21 лютого 1962                                                              | Християнсько-демократична партія                | ХДП                                                                 | [ 54 ] [ 55 ]        |
| 32                               | Амінторе Фанфані (1908—1999)    | 21 лютого 1962  | 21 червня 1963    | ХДП — ІДСП — ІРП                                                            | Християнсько-демократична партія                |                                                                     |                      |
| Парламент IV скликання (1963)    |                                 |                 |                   |                                                                             |                                                 |                                                                     |                      |
| 37                               | Джованні Леоне (1908—2001)      |                 | 21 червня 1963    | 4 грудня 1963                                                               | Християнсько-демократична партія                | ХДП                                                                 | [ 62 ] [ 63 ]        |
| 38                               | Альдо Моро (1916—1978)          |                 | 4 грудня 1963     | 22 липня 1964                                                               | Християнсько-демократична партія                | ХДП — ІСП — ІДСП — ІРП                                              | [ 64 ] [ 65 ] [ 66 ] |
| 38                               | Альдо Моро (1916—1978)          | 22 липня 1964   | 23 лютого 1966    | ХДП — ІСП — ІДСП — ІРП                                                      | Християнсько-демократична партія                |                                                                     |                      |
| 38                               | Альдо Моро (1916—1978)          | 23 лютого 1966  | 24 червня 1968    | ХДП — ІСП — ІДСП — ІРП                                                      | Християнсько-демократична партія                |                                                                     |                      |
| Парламент V скликання (1968)     |                                 |                 |                   |                                                                             |                                                 |                                                                     |                      |
| 37                               | Джованні Леоне (1908—2001)      |                 | 24 червня 1968    | 12 грудня 1968                                                              | Християнсько-демократична партія                | ХДП                                                                 | [ 62 ] [ 63 ]        |
| 39                               | Маріано Румор (1915—1990)       |                 | 12 грудня 1968    | 5 серпня 1969                                                               | Християнсько-демократична партія                | ХДП — ІСП — ІДСП — ІРП                                              | [ 67 ]               |
| 39                               | Маріано Румор (1915—1990)       | 5 серпня 1969   | 27 березня 1970   | ХДП                                                                         | Християнсько-демократична партія                |                                                                     | [ 67 ]               |
| 39                               | Маріано Румор (1915—1990)       | 27 березня 1970 | 6 серпня 1970     | ХДП — ІСП — ІДСП — ІРП                                                      | Християнсько-демократична партія                |                                                                     | [ 67 ]               |
| 40                               | Еміліо Коломбо (1920—2013)      |                 | 6 серпня 1970     | 17 лютого 1972                                                              | Християнсько-демократична партія                | ХДП — ІСП — ІДСП — ІРП                                              | [ 68 ] [ 69 ]        |
| 41                               | Джуліо Андреотті (1919—2013)    |                 | 17 лютого 1972    | 26 червня 1972                                                              | Християнсько-демократична партія                | ХДП                                                                 | [ 70 ] [ 71 ] [ 72 ] |
| Парламент VI скликання (1972)    |                                 |                 |                   |                                                                             |                                                 |                                                                     |                      |
| 41                               | Джуліо Андреотті (1919—2013)    |                 | 26 червня 1972    | 7 липня 1973                                                                | Християнсько-демократична партія                | ХДП — ІДСП — ІЛП                                                    | [ 70 ] [ 71 ] [ 72 ] |
| 39                               | Маріано Румор (1915—1990)       |                 | 26 липня 1973     | 14 березня 1974                                                             | Християнсько-демократична партія                | ХДП — ІСП — ІДСП — ІРП                                              | [ 67 ]               |
| 39                               | Маріано Румор (1915—1990)       | 14 березня 1974 | 23 листопада 1974 | ХДП — ІСП — ІДСП                                                            | Християнсько-демократична партія                |                                                                     | [ 67 ]               |
| 38                               | Альдо Моро (1916—1978)          |                 | 23 листопада 1974 | 12 лютого 1976                                                              | Християнсько-демократична партія                | ХДП — ІРП                                                           | [ 64 ] [ 65 ] [ 66 ] |
| 38                               | Альдо Моро (1916—1978)          | 12 лютого 1976  | 29 липня 1976     | ХДП                                                                         | Християнсько-демократична партія                |                                                                     | [ 64 ] [ 65 ] [ 66 ] |
| Парламент VII скликання (1976)   |                                 |                 |                   |                                                                             |                                                 |                                                                     |                      |
| 41                               | Джуліо Андреотті (1919—2013)    |                 | 29 липня 1976     | 11 березня 1978                                                             | Християнсько-демократична партія                | ХДП                                                                 | [ 70 ] [ 71 ] [ 72 ] |
| 41                               | Джуліо Андреотті (1919—2013)    | 11 березня 1978 | 20 березня 1979   | ХДП                                                                         | Християнсько-демократична партія                |                                                                     |                      |
| 41                               | Джуліо Андреотті (1919—2013)    | 20 березня 1979 | 4 серпня 1979     | ХДП — ІДСП — ІРП                                                            | Християнсько-демократична партія                |                                                                     |                      |
| Парламент VIII скликання (1979)  |                                 |                 |                   |                                                                             |                                                 |                                                                     |                      |
| 42                               | Франческо Коссіґа (1928—2010)   |                 | 4 серпня 1979     | 4 квітня 1980                                                               | Християнсько-демократична партія                | ХДП — ІДСП — ІЛП                                                    | [ 73 ] [ 74 ]        |
| 42                               | Франческо Коссіґа (1928—2010)   | 4 квітня 1980   | 18 жовтня 1980    | ХДП — ІСП — ІРП                                                             | Християнсько-демократична партія                |                                                                     | [ 73 ] [ 74 ]        |
| 43                               | Арнальдо Форлані (1925—2023)    |                 | 18 жовтня 1980    | 28 червня 1981                                                              | Християнсько-демократична партія                | ХДП — ІСП — ІДСП — ІРП                                              | [ 75 ]               |
| 44                               | Джованні Спадоліні (1925—1994)  |                 | 28 червня 1981    | 23 серпня 1982                                                              | Італійська республіканська партія               | ХДП — ІСП — ІДСП — ІРП — ІЛП                                        | [ 76 ]               |
| 44                               | Джованні Спадоліні (1925—1994)  | 23 серпня 1982  | 1 грудня 1982     | ХДП — ІСП — ІДСП — ІРП — ІЛП                                                | Італійська республіканська партія               |                                                                     | [ 76 ]               |
| 32                               | Амінторе Фанфані (1908—1999)    |                 | 1 грудня 1982     | 4 серпня 1983                                                               | Християнсько демократична партія                | ХДП — ІСП — ІДСП — ІЛП                                              | [ 54 ] [ 55 ]        |
| Парламент IX скликання (1983)    |                                 |                 |                   |                                                                             |                                                 |                                                                     |                      |
| 45                               | Беттіно Краксі (1934—2000)      |                 | 4 серпня 1983     | 1 серпня 1986                                                               | Італійська соціалістична партія                 | ХДП — ІСП — ІРП — ІДСП — ІЛП                                        | [ 77 ] [ 78 ]        |
| 45                               | Беттіно Краксі (1934—2000)      | 1 серпня 1986   | 17 квітня 1987    | ХДП — ІСП — ІРП — ІДСП — ІЛП                                                | Італійська соціалістична партія                 |                                                                     | [ 77 ] [ 78 ]        |
| 32                               | Амінторе Фанфані (1908—1999)    |                 | 17 квітня 1987    | 28 липня 1987                                                               | Християнсько-демократична партія                | ХДП та незалежні                                                    | [ 54 ] [ 55 ]        |
| Парламент X скликання (1987)     |                                 |                 |                   |                                                                             |                                                 |                                                                     |                      |
| 46                               | Джованні Горіа (1943—1994)      |                 | 28 липня 1987     | 13 квітня 1988                                                              | Християнсько-демократична партія                | ХДП — ІСП — ІРП — ІДСП — ІЛП                                        | [ 79 ] [ 80 ]        |
| 47                               | Чіріако Де Міта (1928—2022)     |                 | 13 квітня 1988    | 22 липня 1989                                                               | Християнсько-демократична партія                | ХДП — ІСП — ІРП — ІДСП — ІЛП                                        | [ 81 ] [ 82 ]        |
| 41                               | Джуліо Андреотті (1919—2013)    |                 | 22 липня 1989     | 12 квітня 1991                                                              | Християнсько-демократична партія                | ХДП — ІСП — ІРП — ІДСП — ІЛП                                        | [ 70 ] [ 71 ] [ 72 ] |
| 41                               | Джуліо Андреотті (1919—2013)    | 12 квітня 1991  | 24 червня 1992    | ХДП — ІСП — ІДСП — ІЛП                                                      | Християнсько-демократична партія                |                                                                     |                      |
| Парламент XI скликання (1992)    |                                 |                 |                   |                                                                             |                                                 |                                                                     |                      |
| 48                               | Джуліано Амато (1938-)          |                 | 28 червня 1992    | 28 квітня 1993                                                              | Італійська соціалістична партія                 | ХДП — ІСП — ІЛП — ІДСП                                              | [ 83 ] [ 84 ]        |
| 49                               | Карло Адзеліо Чампі (1920—2016) |                 | 28 квітня 1993    | 10 травня 1994                                                              | Незалежні                                       | ХДП — ІСП — ІЛП — ІДСП і незалежні ліві                             | [ 85 ] [ 86 ]        |
| Парламент XII скликання (1994)   |                                 |                 |                   |                                                                             |                                                 |                                                                     |                      |
| 50                               | Сільвіо Берлусконі (1936—2023)  |                 | 10 травня 1994    | 17 січня 1995                                                               | вперед, Італія                                  | ПС — ПХП (вперед, Італія — ЛПн — НА — ХДЦ — СЦ)                     | [ 87 ] [ 88 ]        |
| 51                               | Ламберто Діні (1931-)           |                 | 17 січня 1995     | 17 травня 1996                                                              | Незалежні                                       | Незалежні                                                           | [ 89 ]               |
| Парламент XIII скликання (1996)  |                                 |                 |                   |                                                                             |                                                 |                                                                     |                      |
| 52                               | Романо Проді (1939-)            |                 | 17 травня 1996    | 21 жовтня 1998                                                              | коаліція «Оливкове дерево»                      | «Олива» (ДП — НПІ — ІПО — ФЗІ)                                      | [ 90 ] [ 91 ]        |
| 53                               | Массімо Д'Алема (1949-)         |                 | 21 жовтня 1998    | 22 грудня 1999                                                              | Ліві демократи                                  | «Олива» (ЛД — НПІ — ІПО — ФЗІ) — ПІК — ДСІ — ДСР                    | [ 92 ] [ 93 ]        |
| 53                               | Массімо Д'Алема (1949-)         | 22 грудня 1999  | 25 квітня 2000    | «Олива» (ЛД — НПІ — ІПО — ФЗІ) — Партія італійських комуністів — Дем — СХДЦ | Ліві демократи                                  |                                                                     |                      |
| 48                               | Джуліано Амато (1938-)          |                 | 25 квітня 2000    | 11 червня 2001                                                              | Коаліція «Оливкове дерево»                      | «Олива» (Ліві демократи — НПІ — Дем — ФЗІ — ПІК — СХДЦ — ІПО — ДСІ) | [ 83 ] [ 84 ]        |
| Парламент XIV скликання (2001)   |                                 |                 |                   |                                                                             |                                                 |                                                                     |                      |
| 50                               | Сільвіо Берлусконі (1936—2023)  |                 | 11 червня 2001    | 23 квітня 2005                                                              | Вперед, Італія                                  | ДС (Вперед, Італія — НА — ЛПн — СХДЦ — НСПІ — ІРП)                  | [ 87 ] [ 88 ]        |
| 50                               | Сільвіо Берлусконі (1936—2023)  | 23 квітня 2005  | 17 травня 2006    | ДС (Вперед, Італія — НА — ЛПн — СХДЦ — НСПІ — ІРП)                          | Вперед, Італія                                  |                                                                     |                      |
| Парламент XV скликання (2006)    |                                 |                 |                   |                                                                             |                                                 |                                                                     |                      |
| 52                               | Романо Проді (1939-)            |                 | 17 травня 2006    | 8 травня 2008                                                               | коаліція «Оливкове дерево»; Демократична партія | «Союз» (Ліві демократи — МДС — ПКВ — РВК — ПІК — ДІ — ФЗІ — СХДЦ)   | [ 90 ] [ 91 ]        |
| Парламент XVI скликання (2008)   |                                 |                 |                   |                                                                             |                                                 |                                                                     |                      |
| 50                               | Сільвіо Берлусконі (1936—2023)  |                 | 8 травня 2008     | 16 листопада 2011                                                           | Народ свободи                                   | НС — ЛПн — РзА                                                      | [ 87 ] [ 88 ]        |
| 54                               | Маріо Монті (1943-)             |                 | 16 листопада 2011 | 28 квітня 2013                                                              | Незалежні                                       | незалежні                                                           | [ 94 ] [ 95 ]        |
| Парламент XVII скликання (2013)  |                                 |                 |                   |                                                                             |                                                 |                                                                     |                      |
| 55                               | Енріко Летта (1966-)            |                 | 28 квітня 2013    | 22 лютого 2014                                                              | Демократична партія                             | «Італія. Загальне благо» (ДП — ЛЕС — ДЦ — ПдНП — ІСП) — НС — ГВ     | [ 96 ] [ 97 ] [ 98 ] |
| 56                               | Маттео Ренці (1975-)            |                 | 22 лютого 2014    | 11 грудня 2016                                                              | Демократична партія                             | ДП — НПЦ — ГВ — СЦ                                                  | [ 99 ]               |
| 57                               | Паоло Джентілоні (1954-)        |                 | 11 грудня 2016    | 1 червня 2018                                                               | Демократична партія                             | ДП — НПЦ — СЦ — ІСП                                                 | [ 99 ]               |
| Парламент XVIII скликання (2018) |                                 |                 |                   |                                                                             |                                                 |                                                                     |                      |
| 58                               | Джузеппе Конте (1964-)          |                 | 1 червня 2018     | 13 лютого 2021                                                              | Незалежні                                       | «Уряд змін» (ЛПн — РПЗ)                                             | [ 100 ]              |
| 59                               | Маріо Драґі (1947-)             |                 | 13 лютого 2021    | 22 жовтня 2022                                                              | Незалежні                                       | (РПЗ —ЛП —ПД —ВІ — ІВ — Art. 1)                                     | [ 101 ]              |
| Парламент XIX скликання (2022)   |                                 |                 |                   |                                                                             |                                                 |                                                                     |                      |
| 60                               | Джорджа Мелоні (1977-)          |                 | 22 жовтня 2022    |                                                                             | Брати Італії                                    | «Правоцентристська коаліція» (БІ — ЛПн — ВІ)                        | [ 102 ]              |

## Строк повноважень
| Прем'єр-міністр      | Строк повноважень |
| -------------------- | ----------------- |
| Беніто Муссоліні     | 20 років 272 дні  |
| Джованні Джолітті    | 10 років 187 днів |
| Сільвіо Берлусконі   | 9 років 55 днів   |
| Агостіно Депретіс    | 8 років 268 днів  |
| Альчіде де Гаспері   | 7 років 252 дня   |
| Джуліо Андреотті     | 7 років 120 днів  |
| Альдо Моро           | 6 років 88 днів   |
| Франческо Кріспі     | 5 років 279 днів  |
| Амінторе Фанфані     | 4 роки 198 днів   |
| Романо Проді         | 4 роки 149 днів   |
| Марко Мінгетті       | 4 роки 83 дні     |
| Беттіно Краксі       | 3 роки 257 днів   |
| Антоніо Старабба     | 3 роки 210 днів   |
| Джованні Ланца       | 3 роки 209 днів   |
| Маріано Румор        | 2 роки 357 днів   |
| Антоніо Сеньї        | 2 роки 351 день   |
| Маттео Ренці         | 2 роки 294 дні    |
| Джузеппе Дзанарделлі | 2 роки 261 день   |
| Джузеппе Конте       | 2 роки 257 днів   |
| Бенедетто Кайролі    | 2 роки 255 днів   |

| Прем'єр-міністр            | Термін повноважень |
| -------------------------- | ------------------ |
| Антоніо Саландра           | 2 роки 90 днів     |
| Луїджі Федеріко Менабреа   | 2 роки 49 днів     |
| Луїджі Пеллу               | 1 рік 360 днів     |
| Джуліано Амато             | 1 рік 351 день     |
| Вітторіо Емануеле Орландо  | 1 рік 273 дні      |
| Альфонсо Ферреро Ламармора | 1 рік 265 днів     |
| Іваное Бономі              | 1 рік 238 днів     |
| Беттіно Рікасолі           | 1 рік 199 днів     |
| Еміліо Коломбо             | 1 рік 195 днів     |
| Массімо Д'Алема            | 1 рік 187 днів     |
| Паоло Джентілоні           | 1 рік 171 день     |
| Маріо Монті                | 1 рік 163 дня      |
| Джованні Спадоліні         | 1 рік 156 днів     |
| Маріо Шельба               | 1 рік 146 днів     |
| Паоло Боселлі              | 1 рік 133 дні      |
| Ламберто Діні              | 1 рік 121 день     |
| Урбано Раттацці            | 1 рік 115 днів     |
| Франческо Коссіґа          | 1 рік 76 днів      |
| Адоні Дзола                | 1 рік 43 дні       |

| Прем'єр-міністр         | Строк повноважень |
| ----------------------- | ----------------- |
| Карло Адзеліо Чампі     | 1 рік 12 днів     |
| Чіріако Де Міта         | 1 рік 9 днів      |
| Луїджі Луццатті         | 364 дні           |
| Франческо Саверіо Нітті | 358 днів          |
| Джованні Леоне          | 337 днів          |
| П'єтро Бадольйо         | 319 днів          |
| Алессандро Фортіс       | 317 днів          |
| Енріко Летта            | 300 днів          |
| Джованні Горіа          | 260 днів          |
| Арнальдо Форлані        | 253 дні           |
| Луїджі Факта            | 247 днів          |
| Джузеппе Саракко        | 236 днів          |
| Сідней Сонніно          | 220 днів          |
| Ферруччо Паррі          | 170 днів          |
| Джузеппе Пелла          | 148 днів          |
| Фернандо Тамброні       | 123 дні           |
| Луїджі Карло Фаріні     | 106 днів          |
| Камілло Бенсо ді Кавур  | 75 днів           |
| Томмазо Тіттоні         | 16 днів           |